# هلان (آذغان)
هلان (بالفارسية: هلان) هي منطقة سكنية تقع في إيران في قسم آذغان الریفي. يقدر عدد سكانها بـ 51 نسمة .